# Лермюзьо, Альбен
Альбе́н Лермюзьо́ (фр. Albin Lermusiaux; 9 августа 1874[…], Нуази-ле-Сек — 20 января 1940, Мезон-Лаффит) — французский легкоатлет и стрелок, бронзовый призёр летних Олимпийских игр 1896.
В начале, Лермюзьо участвовал в отборочных соревнованиях по бегу на 800 м, которые произошли 6 апреля. Он занял в своей группе первое место, но не участвовал в финале 10 апреля, так как решил участвовать в марафоне.
7 апреля, Лермюзьо соревновался в беге на 1500 м. В гонке, он занял третье место, уступив австралийцу Тедди Флэку и американцу Артуру Блейку.
В марафоне, Лермюзьо долгое время был лидером гонки, однако он сошёл с дистанции на 32-м километре.
В стрельбе из винтовки на дистанцию 200 м он занял место, ниже 14-го, но выше 41-го. Точная позиция неизвестна.